# 1998 HO151
1998 HO151, também escrito como 1998 HO151, é um objeto transnetuniano (TNO) que está localizado no cinturão de Kuiper, uma região do Sistema Solar. Este corpo celeste é classificado como um cubewano. Ele possui uma magnitude absoluta (H) de 8,2 e, tem um diâmetro estimado com cerca de 101 km, por isso é pouco provável que possa ser classificado como um planeta anão, devido ao seu tamanho relativamente pequeno.

## Descoberta
1998 HO151 foi descoberto no dia 22 de abril de 1998 pelos astrônomos R. Wainscoat, J. Kormendy, D. C. Jewitt e J. X. Luu.

## Órbita
A órbita de 1998 HO151 tem uma excentricidade de 0.091 e possui um semieixo maior de 41.383 UA. O seu periélio leva o mesmo a uma distância de 37.606 UA em relação ao Sol e seu afélio a 45.160.